# Rábatöttös
Rábatöttös è un comune dell'Ungheria di 259 abitanti (dati 2001). È situato nella contea di Vas.